# Ismael Mengs
Ismael Israel Mengs (født 1690 i København, død 26. december 1764 i Dresden) var en dansk maler.
Mengs formodes at have været af jødisk herkomst. Han lærte portrætmaleri af kontrafejeren Peter Jochumsen (død 1711), men omtales også som lærling af Jacques d'Agar, Benoît le Coffre, Samuel Cooper og Paul Heinicke i Lübeck. Da næsten hele hans slægt bortreves i pestens tid, gik han til udlandet, opholdt sig nogle år i Lübeck og Hamborg og flakkede derefter om i Tyskland – hvor han 1720 ægtede Charlotte Burmann fra Zittau -, i Italien, Bøhmen og Østrig. Mengs var en tarvelig kunstner i miniatur og emalje og levede i trange kår; ikke længe før sin død opnåede han dog et professorat ved akademiet i Dresden og (1764) en understøttelse af hoffet der. Han var rå og brutal og opdrog sine børn med stokken.
Han var far til den store Anton Rafael Mengs og til miniaturmalerinden Therese Concordia Mengs, der blev gift med den wienske maler Anton von Maron.